# BSG Post Rostock (Frauenfußball)

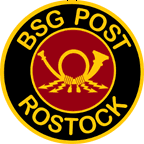
Wappen der BSG Post Rostock

Die BSG Post Rostock (Frauenfußballabteilung) war in den 1970er und 1980er Jahren einer der erfolgreichsten Frauenfußballvereine der DDR. Die Mannschaft war mehrfacher Bezirksmeister im Bezirk Schwerin. 1979 wurde die Betriebssportgemeinschaft Dritter bei der 1. DDR-Bestenermittlung im Frauenfußball, 1990 DDR-Pokalsieger und letzter DDR-Meister.

## Anfänge
Anfang Januar 1970 erschienen drei Mädchen, Marion Bialas, Renate Wenzel und Victoria Proft, beim Rostocker Fußball-Bezirksfachausschuss und bekundeten ihr Interesse, eine Frauen-Fußballmannschaft aufstellen zu wollen. Die Begeisterung für den Fußball hatte dafür den Ausschlag gegeben, zudem ist Bialas durch das Vorbild ihres Vaters Franz und ihres Onkels Arthur Bialas angeregt worden. Beide waren Oberligaspieler beim SC Empor Rostock gewesen.
Ein Aufruf in den Norddeutschen Neuesten Nachrichten lockte schließlich 100 Mädchen, von denen aber nur 40 in die BSG Post Rostock aufgenommen wurden, die eine Mädchen- und eine Frauenmannschaft bildete.
Nach einer Phase des Hallentrainings kam es zum ersten Testspiel gegen die Bezirksklassemänner der BSG Post, das mit einem respektablen 0:0 für die Damen endete. Das erste offizielle Spiel gegen die TSG Jahn Schwerin endete mit 1:0 (Torschützin: Marion Bialas). Zu den Punktspielen mussten die Rostockerinnen fortan immer in den Bezirk Schwerin fahren, da es im Bezirk Rostock nur zeitweise ernst zu nehmende Frauenmannschaften gab.
Der Aufbau des Rostocker Frauenfußballs war in jenen Jahren untrennbar mit dem Namen Jupp Pilz verbunden, zuvor Jugendtrainer bei Hansa Rostock, der langjährig die Fußballdamen betreute. Der Anfang hatte sich schwierig gestaltet. So handelte sich der 2006 verstorbene Pilz zunächst 26 Absagen von Betriebssportgemeinschaften ein, ehe er bei Post Rostock die Gelegenheit bekam, eine Frauenfußballmannschaft aufzubauen.
In den 1970er Jahren nahm Rostock an vielen Turnieren in der DDR aber auch im sozialistischen Ausland (z. B. der CSSR) teil. Zu einem starken Gegner entwickelte sich damals bereits Turbine Potsdam, heute einer der stärksten gesamtdeutschen Vereine.

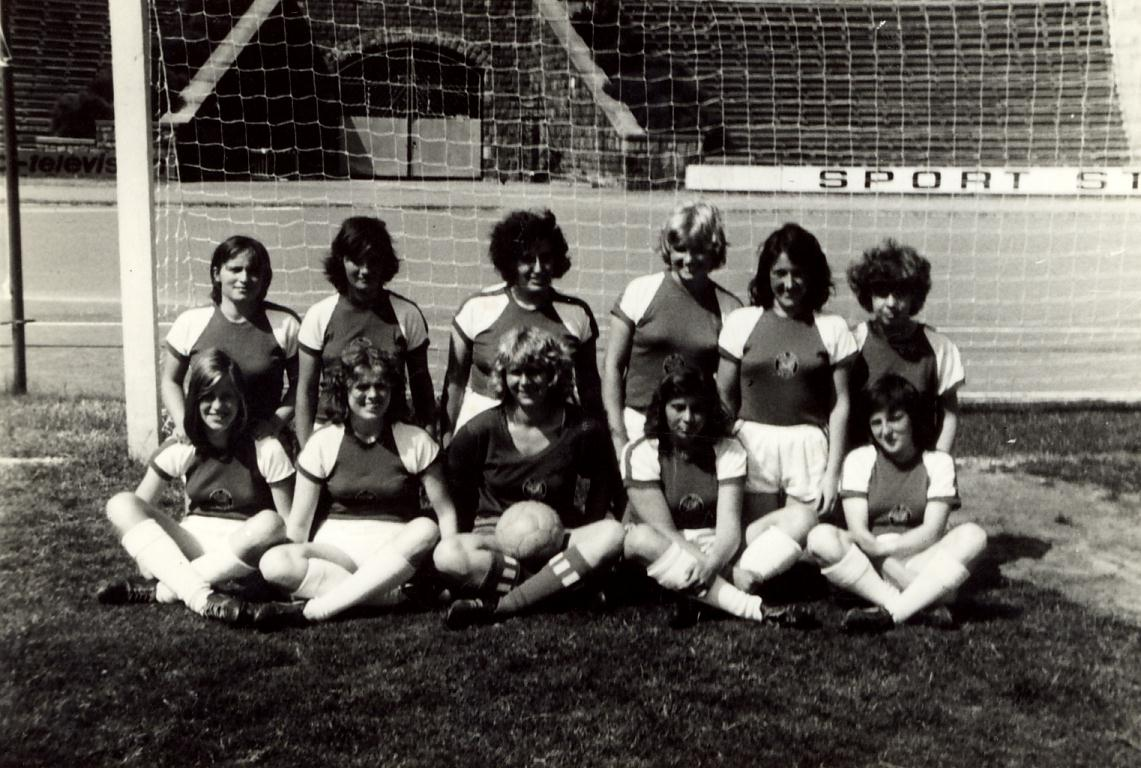
Juni 1975 im Rostocker Ostseestadion.

Pfingsten 1972 richtete die BSG Turbine Potsdam ein Turnier aus, zu dem die damals als stark eingeschätzten Frauenfußballteams der DDR anreisten, so spielten im Bezirk Magdeburg (für den Tangermünde antrat) bereits zwölf Teams einen Bezirksmeister aus. In der Vorrunde gewann die BSG Post Rostock gegen die BSG Motor Berlin-Baumschulenweg mit 8:0. Wider Erwarten gelang Rostock auch ein 2:1-Erfolg gegen die Heimmannschaft aus Potsdam, die damals bereits von Bernd Schröder trainiert wurde und als Favorit gegolten hatte. Im Überkreuzungsspiel gegen Empor Tangermünde gelang ein 3:2-Erfolg im Elfmeterschießen und die Rostocker Mannschaft stand im Finale, wo es zur Revanche gegen Potsdam kam. Hier behielt das Schröder-Team mit 2:0 die Oberhand, dennoch stellte die Vorrundenniederlage eine der wenigen überhaupt auf Großfeld in den 1970er und 1980er Jahren für Turbine Potsdam dar. Die Ergebnisse: 1. BSG Turbine Potsdam; 2. BSG Post Rostock; 3. Stahl Brandenburg; 4. Empor Tangermünde; 5. Empor Dresden-Mitte; 6. BSG Motor Berlin-Baumschulenweg.
Eine sehr erfolgreiche Rostocker Torjägerin dieser frühen Jahre war Marion Bialas, die Tochter des früheren DDR-Oberligaspielers Franz Bialas.
1979 qualifizierte sich die BSG Post Rostock für die Bestenermittlung in der DDR, nachdem der Verein wie angeführt bereits in den Jahren zuvor im gesamten DDR-Gebiet den Vergleich mit anderen Teams gesucht hatte. Jetzt galt es die Wettbewerbsfähigkeit unter Beweis zu stellen.

## Die erste DDR-Bestenermittlung 1979 in Templin
Im Jahr 1979 wurde erstmals ein Wettbewerb der besten Frauenfußballmannschaften der DDR durchgeführt. In Ausscheidungsturnieren hatten sich die Meister der jeweiligen DDR-Bezirke zu qualifizieren – das Finale der besten vier Mannschaften, die siegreich aus den Ausscheidungswettkämpfen hervorgegangen waren, sollte in Templin stattfinden.

### Die Vorrunde in Neubrandenburg
In Neubrandenburg fanden am 15. September 1979 die Spiele der Gruppe 1 statt, für die sich die Meister der drei Nordbezirke (Aufbau Schwerin, NGMB Neubrandenburg und Rostock) bewarben.
Nachdem die Rostockerinnen zum Auftakt Schwerin mit 1:0, Torschütze Katrin Erdmann, knapp besiegt hatten, kamen sie auch im entscheidenden Vergleich gegen Neubrandenburg zu einem 2:0-Erfolg. Die Gastgeberinnen wirkten in diesem Spiel allerdings lange überlegen, bis wieder die 17-jährige Katrin Erdmann durch zwei Konterstöße (30. und 34. Minute) den Sieg für die Post-Damen sicherte. Im Vergleich um Platz 2 setzte sich Neubrandenburg klar mit 4:1 gegen Schwerin durch. Katrin Erdmann wurde als beste Torschützin ausgezeichnet.
Damit durfte die BSG Post Rostock an der Endrunde am 6. Oktober 1979 in Templin zusammen mit Aufbau Dresden-Ost, Motor-Mitte Karl-Marx-Stadt und Chemie Wolfen teilnehmen.

### Das Turnier
Die Bestenermittlung am 6. Oktober 1979 in Templin kann als erstes größeres Ereignis des DDR-Frauenfußballs bezeichnet werden. 3.100 Zuschauer besuchten die Spiele im Templiner Stadion der Freundschaft, von denen 2.000 ihre Karten im Vorverkauf erworben hatten. Zudem war der stellvertretende Generalsekretär des DFV, Hans Müller, persönlich zugegen, um sich die Spiele anzuschauen und die Siegerehrung vorzunehmen. Die vier Endrundenteilnehmer vertraten überdies rund 300 Frauenfußballmannschaften des DFV der DDR.
Zur Rostocker Mannschaft von 1979 gehörten Trainer Josef Pilz sowie die Spielerinnen:
| Hildtraut Groppe (Tor) |
| Bianca Puffpaff, Christiane Mühlenbruch, Renate Draheim..                                                                   |
| Andrea Unkhoff, Sandra Unkhoff                                                                                              |
| Heike Wittfoth, Angelika Hünemörder, Sybille Lange, Gabriele Kunze, Kerstin Trinks, Kerstin Kollath, Katrin Erdmann (Prühs) |

Die Mannschaft von Karl-Marx-Stadt wurde erster „DDR-Meister“, setzte sich mit 1:0 gegen Rostock und 2:0 gegen Wolfen durch – das Remis gegen Dresden brachte schließlich den Titel. Dresden seinerseits belegte gefolgt von den Rostockerinnen den zweiten Platz. Die BSG Post Rostock musste sich mit dem dritten Platz begnügen, konnte damit aber zeigen, dass sie das beste Team des Nordens der DDR darstellte. Zudem wurde Wolfen deutlich mit 3:0 geschlagen und auch der Meister Karl-Marx-Stadt konnte nur ein 1:0 gegen die Norddeutschen erzielen.
Torfrau Hildtraut Groppe wurde als Beste Torhüterin der DDR ausgezeichnet und das kontinuierliche Training von Übungsleiter Jupp Pilz hatte sich somit über die Jahre bewährt.
Das Ergebnis:
1. Motor Mitte Karl-Marx-Stadt 5:1 Punkte / 3:0 Tore; 2. Aufbau Dresden-Ost 4:2 Punkte / 2:0 Tore; BSG Post Rostock 2:4 Punkte / 3:3 Tore; Chemie Wolfen 1:5 Punkte / 0:5 Tore.
Das Deutsche Sportecho notierte zum Turnier und zur BSG Post Rostock:
(...)Aufbau Dresden-Ost hatte nach zwanzig Minuten des entscheidenden Spiels gegen Motor Mitte Karl-Marx-Stadt noch allen Chancen, die erste Bestenermittlung des DFV im Frauenfußball zu gewinnen. Renate Zebiser, die agile Mittelstürmerin der Mädchen und Frauen aus Elbflorenz, wandte sich an ihre schwarzhaarige Mannschaftskameradin Katja Schlemmer: „Du bringst die Bälle alle zu steil, ich kann sie nicht erlaufen...“ In der Tat verpufften alle gutgemeinten Angriffe der im Dynamo-Look, in gelben Trikots und schwarzen, antretenden Dresdnerinnen. Ihnen fehlte der Torerfolg, der Doppelpunktgewinn gegen die Karl-Marx-Städterinnen. Und diesen wiederum genügte ein Remis. Es blieb beim Unentschieden. 0:0 stand an der Anzeigetafel im Templiner Stadion der Freundschaft vor immerhin 3.100 Zuschauern. Über 2.000 hatten ihre Eintrittskarten im Vorverkauf erworben. Der Beifall des sachkundigen Publikums galt Siegern und Unterlegenen gleichermaßen. Applaus auf offener Szene war nicht selten. Vor allem für die Torhüterin Hildtraut Groppe von der BSG Post Rostock, für die Stopperin von der gleichen Mannschaft, Christiane Mühlenbruch, für die Karl-Marx-Städter Linksaußen Evi Reusch. (...)

## Bis zur Wende – DDR-Meister
Bei der Bestenermittlung 1980 erlangte die Mannschaft den fünften, 1984 den vierten Platz.
Als Jupp Pilz in den Ruhestand ging, folgte ihm Manfred Draheim als Übungsleiter.
1990 wurde die BSG Post Rostock unter Draheim letzter DDR-Meister mit einem 6:1 auswärts und 4:2 im Rostocker Ostseestadion gegen die BSG Wismut Chemnitz. Zudem wurde die BSG auch DDR-Pokalsieger, mit einem 5:3 in Senftenberg im Elfmeterschießen gegen Wismut Chemnitz. Der Verein gehörte somit ab den 1970er Jahren zu den besten Mannschaften des DDR-Frauenfußballs, wobei das Double 1990 den Höhepunkt bildete.
Zur Meister- und Pokalsiegermannschaft von 1990 gehörten neben Trainer Draheim:
- Janice Andresen
- Katrin Baaske
- Ramona Breitenbach
- Andrea Held
- Grit Kohlhagen
- Marita Krüger
- Gabe Kunze
- Sybille Lange
- Monika Matzke
- Peggy Mischinger
- Barbara Müller
- Katrin Prühs
- Heike Steffenhagen
- Susann Stiegmann

Im einzigen Länderspiel der DDR-Frauenfußballnationalmannschaft 1990 wurden mit Katrin Erdmann-Prühs, Sybille Lange und Katrin Baaske auch Rostocker Spielerinnen eingesetzt. Katrin Prühs gehörte seit den achtziger und neunziger Jahren zu den stärksten Rostocker Spielerinnen und auch dem Bundesligateam von 1995 an.

## Entwicklung nach der Wende
In der zur Spielzeit 1990/91 eingerichteten Oberliga Nordost konnte der Double-Gewinner der Vorsaison nur den vierten Platz erreichen, sodass der Mannschaft der Sprung in die Nordstaffel der Bundesliga verwehrt blieb.
Die Mannschaft spielte nun in der Regionalliga Nordost.
Nach der deutschen Wiedervereinigung konnte die Mannschaft von ihrem bisherigen Träger nicht gehalten werden. Renate Wenzel schrieb an den F.C. Hansa Rostock und bat darum, die Post-Damen in den Club aufzunehmen. Der Sportchef der Norddeutschen Neuesten Nachrichten, Heinz Schulz, setzte sich in seinem Blatt vehement für die Damen-Elf ein und das Hansa-Präsidium stimmte zu, obwohl die Mittel kaum für den Erhalt des bezahlten Männerfußballs ausreichten.
1991/92 trat die Abteilung dann Hansa Rostock bei. In den Spielzeiten 1992 und 1993 gewann man jeweils den Mecklenburg-Vorpommern-Pokal, den Fußballpokal des Landes Mecklenburg-Vorpommern. In der Regionalliga der Frauen wurde man in beiden Spielzeiten jeweils Fünfter. 1993 wechselte die Mannschaft wieder den Verein. Nunmehr spielte sie beim Polizei SV Rostock, womit die erfolgreiche Zeit des Vereins, zumindest kurzzeitig, fortgesetzt wurde. 1995 wurden die Frauen Meister der Regionalliga Nordost (NOFV) und stiegen in die Fußball-Bundesliga auf. Doch schon nach einem Jahr mussten sie mit nur einem Sieg und sechs Punkten wieder absteigen. 2005 stieg das Team auch aus der Regionalliga ab, und die Abteilung wechselte geschlossen zum SV Hafen Rostock 61. Die Mannschaft wurde auf Anhieb Meister der Verbandsliga Mecklenburg-Vorpommern und schaffte in der Aufstiegsrunde den sofortigen Wiederaufstieg, stieg aber in der Spielzeit 2007/08 wieder ab.
1. Frauen: Verbandsliga Mecklenburg-Vorpommern (Absteiger aus der Regionalliga Nordost)

## Tradition (Jupp-Pilz-Cup)
Am 11. November 2000 wurde erstmals ein Traditionsturnier in Toitenwinkel ausgetragen, bei dem sich die Frauen- und Mädchenmannschaft des Polizei SV Rostock, aber auch das Bundesligateam von 1995 und das Traditionsteam miteinander maßen. Dem Bundesligateam, das auch gewann, gehörte u. a. die PSV-Spitzenspielerin und ehemalige DDR-Nationalspielerin Kathrin Krüger-Baaske an.
Das Traditionsteam bestand aus den Spielerinnen, die 1970 den Rostocker Frauenfußball begründet hatten und dann ab Ende der 1970er Jahre als BSG Post Rostock zu den besten DDR-Mannschaften zählen sollten. Jupp Pilz (damals 80) war mit seiner Frau zugegen, ebenso PSV-Präsident Dieter Hempel.
Anfang 2004 fand in der Sporthalle Bertha-von-Suttner-Ring in Toitenwinkel ein weiteres Traditionsturnier statt, zu dem Jupp Pilz extra aus Bad Honnef anreiste. Ihm zu Ehren wurde das Turnier in Jupp-Pilz-Cup umbenannt. Wie 2000 gewann auch diesmal das Bundesliga-Regionalliga Team der Ehemaligen.
Der 2. Jupp-Pilz-Cup fand am 19. Februar 2006 in der Sporthalle Marienehe in Rostock statt, diesmal schon unter der Regie des SV Hafen Rostock bzw. des Fördervereins für Frauen- und Mädchenfußball.

## Personen
- Manfred Draheim, Trainer ab 1985
- Jupp Pilz, Trainer von 1970 bis 1985
- Katrin Prühs, erfolgreiche Torjägerin seit Ende der 1970er Jahre – DDR-Nationalspielerin 1990 sowie im selben Jahr Meisterin und Pokalsiegerin – gehörte 1995 dem Bundesligateam des PSV Rostock an – spielte 2007, 45-jährig, noch einmal für Tennis Borussia Berlin in der 2. Frauenfussballbundesliga[15]
- Jennifer Zietz, (von 1999 bis 2015 1. FFC Turbine Potsdam)

## Erfolge

### 1970er Jahre
- 3× Pokalsieg in Stendal
- 3× Pokalsieg in Saßnitz
- Fußballturnier in Neubrandenburg, 1× Erster[16] und 1× Dritter
- Sieger Chemiepokal in Wolfen
- Sieger Pokal Schweriner BFA
- Sieger im Punktspielbetrieb im Bezirk Schwerin
- 1. DDR-Bestenermittlung 1979 in Templin – 3. Platz

### 1980er Jahre
- 2. DDR-Bestenermittlung 1980 in Blankenburg – 5. Platz
- 6. DDR-Bestenermittlung 1984 in Colditz und Grimma – 4. Platz

### 1990er Jahre
- DDR-Meister 1990 gegen die BSG Wismut Chemnitz
- DDR-Pokalsieger 1990 gegen die BSG Wismut Chemnitz
- 2. Platz Internationales Osterturnier VfB Komet Bremen[17]

### Monografien/Sammelbände
- Alles über Fußball (Das universelle Handbuch zum Thema Fußball; Zahlen, Daten und Tabellen; alle Bundesligen, Champions League, Weltmeisterschaften, Europameisterschaften etc.)/(Projektleitung: Martin-Andreas Schulz), Gütersloh 2008.
- Ronny Galczynski: Frauenfußball von A – Z. Das Lexikon für den deutschen Frauenfußball. Spielerinnen, Vereine und Rekorde. Viele Hintergrundgeschichten, Hannover 2010, ISBN 978-3-86910-813-1.
- Rainer Hennies / Daniel Meuren: Frauenfussball – Der lange Weg zur Anerkennung, Göttingen 2009, ISBN 978-3895336393.
- Markwart Herzog (Hrsg.): Frauenfußball in Deutschland: Anfänge – Verbote – Widerstände – Durchbruch. Stuttgart 2013, ISBN 978-3-17-023013-2.
- Eduard Hoffmann/Jürgen Nendza: Verlacht, verboten und gefeiert – Zur Geschichte des Frauenfußballs in Deutschland, 2. Auflage, Weilerswist 2006, ISBN 3-935221-52-5.
- Carina Sophia Linne: Frei gespielt – Frauenfußball im geteilten Deutschland, Berlin 2011, ISBN 978-3-937233-89-5.
- Hannelore Ratzeburg / Horst Biese: Frauen Fußball Meisterschaften (Mit einem Beitrag zum Frauenfußball in der DDR von Doreen Meier), Kassel 1995, ISBN 3-928562-87-8.
- Robert Rosentreter/Günter Simon: Immer hart am Wind. 40 Jahre F.C. Hansa Rostock, Göttingen 2005, ISBN 3-89533-504-5.

### Zeitungen

#### Allgemein
- Norddeutsche Neueste Nachrichten (NNN), Rostock.
- Ostseezeitung
- Deutsches Sportecho

#### Artikel
- Joachim Pfitzner: Über 3.000 sahen Damenbeine am Ball, in: Deutsches Sportecho vom 10. Oktober 1979, 33. Jahrgang, Berlin 1979, S. 8.
- Christiane Mühlenbruch: Auf ein neues Frauenfußball!, in: Deutsches Sportecho, 177, 9. September 1980, S. 7.
- Matthias Koch, Dominik Kortus: Frauenfußball in der DDR – Wie kickten die ostdeutschen Damen?, in: Mitteldeutsche Zeitung vom 21. Juni 2011.

## Fernsehen
- Fernsehen der DDR: Sport Aktuell – Frauenfußball DDR Bestenermittlung in Blankenburg – Finale, Berlin 5. Oktober 1980, in: Deutsches Rundfunkarchiv, AD4310. (Beitrag aus dem DDR-Fernsehen über die 2. DDR-Bestenermittlung im Frauenfußball, u. a. mit einem Interview der Torschützenkönigin des Turniers, Katrin Prühs, und zahlreichen Spielszenen u. a. auch mit Rostocker Spielerinnen, so Aktionen der Torhüterin oder einem Tor von Katrin Prühs)
- NDR – Zeitreise: Frauenfußball in Rostock; in: Nordmagazin vom 29. Mai 2011. (Kurzdokumentation über die Geschichte der BSG Post Rostock, mit Interviews der ehemaligen Spielerinnen und Filmausschnitten aus den 1970er Jahren)